# La traccia del serpente (film)
La traccia del serpente  (Manhandled) è un film noir del 1949 diretto da Lewis R. Foster e ispirato al romanzo The Man who stole a Dream di L.S. Goldsmith (1945).

## Trama
Lo scrittore in crisi Alton Bennet, tormentato da inquietanti incubi in cui uccide sua moglie Ruth, si affida alle cure del dottor Redman, psichiatra attento e riservato. Merl Kramer, segretaria dello studio medico, confida casualmente al suo compagno Karl Benson, un investigatore privato, alcuni dettagli sulle sedute, tra cui anche informazioni sulla preziosa collezione di gioielli di Ruth e il fatto che la donna passerà quella sera dallo studio per un incontro con Redman. Benson, attratto dall’opportunità, si fa fare delle copie delle chiavi di Merl e annota l’indirizzo dei Bennet osservando l’auto della donna. Poco dopo, la signora Bennet viene trovata morta, uccisa secondo lo schema descritto nei sogni del marito. L’omicidio attira l’attenzione del detective Dawson e dell’investigatore assicurativo Joe Cooper che cominciano a scavare nella rete di rapporti attorno alla vittima. Benson, nel frattempo, mostra alcuni gioielli a un ricettatore, Charlie che, avendo appreso dalla radio, del legame tra dei preziosi ed un delitto, gli offre solo una somma molto modesta. L’origine del bottino resta avvolta nel mistero. Benson chiede a Merl di depositare il denaro sul suo conto, adducendo motivi di autodisciplina finanziaria, e nasconde il resto dei gioielli nella cisterna dell’acqua del proprio ufficio. I sospetti cominciano a ricadere su Merl: le sue referenze risultano false e Dawson la interroga, scoprendo che è stata proprio Benson a procurarle il posto. Benson, per allontanare i sospetti da sé, inizia a incastrarla: nasconde un anello della vittima nel suo appartamento e, dopo che Merl lo trova e lo rivende per comprarsi un cappotto, la incrimina mostrando alla polizia il suo libretto bancario. Ma le cose si complicano quando Redman si presenta da Benson e lo affronta: è il dottore ad aver ucciso Ruth ma Benson l’ha sorpreso mentre fuggiva dalla scena e l’ha tramortito, rubandogli i gioielli. I due stringono un patto: faranno ritrovare il bottino nell’appartamento di Merl per farla incriminare e dividersi il risarcimento assicurativo. Tuttavia, il piano prende una piega drammatica che porterà a un ultimo, disperato tentativo di eliminare Merl, mentre Cooper e Dawson si avvicinano sempre più alla verità.